# カッソンマルガタクワガタ
カッソンマルガタクワガタ(Colophon cassoni)は、甲虫目クワガタムシ科マルガタクワガタ属に属するクワガタムシである。

## 形態
体長は16～24mm、オスの前脛節はキャメロンマルガタクワガタと似ているが途中からやや湾曲する。
大アゴはツンベルグマルガタクワガタと似ているが、やや細く；背側の内歯は太くて基部から離れ；裏側の内歯は基部寄り。

## 分布
南アフリカケープ州スワルトベルグ山脈